# Topolino, el último héroe
Topolino, el último héroe és un personatge fictici i una sèrie de còmics d'humor, obra d'Alfons Figueres. Es va publicar per primera vegada el 1968 a la revista de còmics Bravo de l'editorial Bruguera. Inicialment el còmic havia d'anomenar-se Melitón. Posteriorment fou publicat en d'altres revistes de la mateixa editorial com Gran Pulgarcito (1969), Mortadelo i Super Mortadelo (1972).

## Característiques
Topolino és l'antítesi de l'heroi: petit, grassonet, amb bigoti, barret i corbatí. És un home solitari, idealista i gran lector, sempre disposat a salvar la humanitat dels perills que pateix, motiu pel qual es veu immers en les aventures més inimaginables. Junt a ell apareixen altres personatges, com ara Colodión, el sargent Adolfo i els malignes Doctor Siniestro i Khun-Zivan.
L'humor de Topolino, el último héroe resulta bastant inusual pels estàndards de Bruguera, ja que se basa sobre tot en la paròdia, l'absurd i la pantomima.